# Elite Plaza Busines Center
Elite Plaza Busines Center (orm. Էլիտ Պլազա բիզնես կենտրոն) – centrum biznesowe zlokalizowane w Erywaniu w Armenii otwarte w 2013 roku. Obecnie jest to najwyższy budynek w Armenii.